# 巴拜
巴拜（Babai），是印度中央邦Hoshangabad县的一个城镇。总人口14587（2001年）。

## 人口
该地2001年总人口14587人，其中男性7648人，女性6939人；0—6岁人口2240人，其中男1159人，女1081人；识字率65.63%，其中男性为72.97%，女性为57.54%。